# Stig Rosell
Stig Karl Axel Rosell, född 19 februari 1928 i Nässjö, död 24 augusti 1980 i Kalmar var en svensk teckningslärare och målare.
Han var son till landsfiskalen Gustaf Casimir Rosell och Hilda Karolina Frid och från 1956 gift med fil. mag. Rut Birgit Johansson (1929-2023). Rosell studerade vid Konstfackskolan i Stockholm 1945–1949 där han utexaminerades som teckningslärare och var från 1954 verksam som sådan vid läroverket i Kalmar.
Han företog ett antal studieresor till Frankrike, Spanien och Italien. Separat ställde han ut på Kalmar konstmuseum 1960 och han medverkade därefter i ett flertal separat och samlingsutställningar. Hans konst består av figurer, stilleben och landskap utförda i olja eller akvarell. Rosell är representerad vid bland annat Kalmar konstmuseum. Han var också verksam som ledare för sommarkurserna på  Carl Malmstens skola Capellagården i Vickleby på Öland och är begravd på Vickleby kyrkogård.